# 제사이로사우루스
제사이로사우루스(학명:Jesairosaurus lehmani)는 지배파충하강 에레사우루스과에 속하는 도마뱀이다. 지금은 멸종된 종으로서 전체적인 몸길이가 4~7m인 거대한 지배파충류에 속한다.

## 특징
제사이로사우루스는 두개골은 낮고 큰 궤도(눈구멍)와 좁고 비교적 짧은 전골 부위(눈 앞의 좌현을 가르킨다.)가 있다. 나체의 정확한 형태는 자세히 알 수 없으나 주둥이의 뼈의 구조를 바탕으로 아마 크고 좁은 전축(주둥이의 이빨이 있는 뼈)에 완전히 둘러싸여 있었을 것이다. 각 전축의 복측 공정(저연장)은 길었고 많은 수의 치아 위치를 가지고 있었다. 홀타입의 오른쪽 프리맥실라에는 6개의 치아만이 보존되어 있었지만 최대 9~10개의 치아를 더 넣을 수 있는 공간이 있었다. 각 맥실라(주둥이의 옆쪽에 이빨을 가진 뼈)는 짧은 앞쪽과 등쪽 과정(각 맥실라의 앞쪽 부분에서는 전방과 위쪽으로 확장한다.)을 가지지만 궤도의 하단 가장자리의 대부분을 이루는 길고 상자 모양의 후방(후방) 과정을 가진다. 맥실라의 앞부분은 오목하며 셋째 치아 위쪽에 구멍이 있다. 각 맥실라에는 약 20에서 21개의 치아가 있었다. 각 궤도의 앞쪽 가장자리는 전전골에 의해 형성되었으며 각 전전골과 맥실라 사이에 얇은 열전골이 존재하였다.그 열막은 아마도 궤도나 경계의 일부를 형성하지 않았을 것이다. 주둥이의 앞부분에 있는 입천장의 팔라틴 뼈는 맥실레와 광범위하게 접촉했다. 입천장 앞부분의 일부 뼈(구토자)도 작은 틀니로 덮여 있었다. 미각의 뒷면에도 틀니클이 존재했는데 아마 팔라틴 뼈의 뒷면 부분에도 있을 것이다. 인터테리고이드 빈터(미각의 측면에 큰 구멍)는 길고 가늘었으며 미분각 펜스트래(근육이 뻗어나가는 미각의 뒤쪽 구멍)는 컸다. 궤도의 뒤쪽 하단 모서리는 두개골 후두부(눈 뒤)의 하부로 확장되는 주갈골에 의해 형성된다. 각 조갈은 두개골 뒤쪽의 편평골까지 도달한 길고 박차를 가하는 뒷면 투영법을 가지고 있었다. 그러나 이 뒷면 투영은 두개골의 후면에 있는 구멍인 각각의 하측 시간적 페네스트라 위로 뻗어 있다.이것은 바닥의 구멍을 완전히 열어두는 반면에 다른 많은 파충류에서는 그 구멍을 바닥에서 감싸는 것이 된다. 바로 위에 삼각형 모양의 후두골이 놓여 있다. 각 후두막의 얇은 등측 공정은 두개골의 뒷면 윗부분에 크고 둥근 구멍인 각 상두 측두골의 앞 가장자리의 일부를 형성한다. 각 후두막의 앞쪽 가장자리는 적당히 큰 앞쪽 뼈에 닿는데 이는 궤도의 뒷쪽 가장자리와 상측두측두측두측두의 일부를 이룬다. 각 조갈의 뒤쪽 끝 뒤편에는 다이아몬드 모양의 편평골이 놓여 있으며 이는 상측두측두골의 하단 가장자리를 형성하고 있다. 각 사각형의 오목한 후면 가장자리는 각 사분골의 볼록한 앞쪽 가장자리로 관절을 이루며 견고하고 융통성이 없는 "피그 앤 소켓" 관절을 만든다.각 사분율은 건장하고 아래를 가리키지만 제사이로사우루스가 사분오열(Jugal과 사분오열을 연결하는 뼈)을 가지고 있었다는 증거는 없다. 또한 사분율은 두드러지게 오목한 후방 가장자리와 바깥쪽으로 돌출하는 앞 가장자리가 부족하며 이는 레피도사우로모르프(악어와 공룡보다 도마뱀에 더 가까운 번식이다.)의 상태와 대조적이다. 눈 사이에 있는 두개골 지붕 부분을 차지하고 있는 정면 뼈는 직사각형으로 궤도의 위쪽 가장자리를 대부분 형성하고 있다. 두정맥은 앞쪽 끝과 윗쪽 측두연골 사이에 위치하며 앞쪽보다 작고 아래쪽으로 돌출되어 윗쪽 측두연골의 뒤쪽 가장자리를 형성한다. 두정맥의 앞부분은 궤도의 위쪽으로 가늘어지며 일부 표본(ZAR 07과 같은)에서는 두정맥의 그 부분에 완전히 둘러싸인 작은 소나무가 보인다. 소나무 포아멘은 두개골의 중앙에 있는 구멍으로 일부 현대 파충류에서는 "제3의 눈"이라고 불리는 감각 기관을 포함하고 있다. 포아멘 마그넘(척수를 위한 두개골의 개구부) 바로 위의 뇌케이스 부분인 초구체 뼈는 크고 위에서 볼 수 있지만 두정골과 접촉하지는 않는다.오피소틱(포라멘 마그넘 옆 귀 안쪽 뼈)의 상완골(Paroccipital process)은 머리 옆면에 있는 두정골의 스쿼모살, 사방골, 측면 확장에 도달할 정도로 넓다. 포아멘 마그넘 바로 밑에 있는 근막골은 그 아래 가장자리를 따라 약간의 킬을 가지고 있다. 후두정맥은 척추뼈와 연결되는 바시오카시피탈의 연장선으로 두개골에 두개골과 아래턱 사이의 관절보다 더 앞쪽에 위치한다. 하악골(하악턱)은 곧고 가늘며 앞쪽의 치아를 지탱하는 틀니뼈와 뒤쪽의 비장골과 각골로 형성되어 있다. 맨들 앞쪽 끝은 매우 약간 아래쪽으로 그리고 안쪽으로 구부러진다. 제사이로사우루스의 이빨은 뾰족하고 매우 약간 구부러져 있지만 원뿔형(특히 맥실라에서 그러함)이기도 하고 측면으로부터 약간만 평평해졌을 뿐이다. 게다가 치아는 부코돈트(플루로테코돈트라고도 한다)이다. 이는 치아가 혀(내부) 벽보다 높으면서 뼈의 벽으로 가장자리를 잡은 긴 홈 안쪽에 있는 소켓에 위치했다는 것을 의미한다. 제사이로사우루스는 9개의 경추(목)를 가지고 있었으며 다른 많은 기저 대퇴골형들과 비교했을 때 유난히 목이 짧았고 특히 그것과 관련된 기괴한 타니스트로피드(타니스트로피이드)가 있었다. 각 척추의 윗부분에서 튀어나온 신경 가시는 축(제2경추)의 키 큰 신경 척추를 제외하고는 낮고 좁았다. 일부 검체에서는 신경 가시가 모두 앞으로 기울어져 있는 반면 다른 검체에서는 마지막 몇 개만이 그러한 상태를 가지고 있었으며 다른 척추뼈는 곧게 위로 솟아올랐다. 이것은 속내의 개별 변동의 예다. 제사이로사우루스 표본의 경추 늑골은 보존 상태가 좋지 않았지만 축을 제외한 모든 경추에 대해 길고 가늘어서 키가 작았다. 등뼈(뒷면) 척추뼈가 최소 15개 이상 존재했다. 이 척추의 신경 가시는 몸의 뒤쪽을 향해 높이가 높아지겠지만 역시 낮고 좁았다. 일부 표본에서 중간 등받이는 신경 가시 밑면에 추가적인 전방 또는 후방 돌기가 있다. 처음 몇 개의 등뼈 척추뼈의 중심(주체)은 넓고도 둥글며 각각 오목한 하단을 가지고 있다. 어떤 종들은 또한 옆구리에 얕은 우울증을 가지고 있다. 척추뼈는 몸 뒤쪽을 향해 넓어지고 튼튼해진다. 이 속의 성숙한 표본들은 척추의 척수를 위한 통로가 부족했다. 큰 판 모양의 지가포피시스(척추 사이의 관절)와 함께 디아포피시스(diapophys) 및 전방지점 파라포피시스(각각 척추의 옆쪽과 앞쪽에 각기 다른 형태의 늑골관절)도 존재한다. 반면에 이 속은 일부 테트라포드 그룹에서 각 척추뼈의 중심 사이에 끼워진 작은 뼈들이 완전히 결여되어 있다. 등 갈비뼈는 대부분 길고 바깥쪽과 뒤쪽으로 돌출하는데 마지막 3개는 짧고 앞쪽이 약간 뾰족하다. 세 줄의 긴 위염(배꼽뼈)도 있다. 천골(엉덩이) 척추 2개가 존재했고 키 크고 얇은 신경 가시를 가지고 있었다. 처음 몇 개의 경추(꼬리) 척추에도 키 크고 얇은 신경 가시가 있었지만 대다수의 꼬리는 알려져 있지 않았다. 카우달 늑골은 짧고 뒤쪽을 가리키며 척추에 융합되어 있다. 각 스캐풀라(어깨날개)와 코라코이드(어깨거들)는 비록 뼈에 끼인 부위에 의해 여전히 구별될 수 있지만 스캐풀로코라코이드(어깨거들)로 융합되어 있다. 얇은 스카풀라는 위아래로 뻗어 나가면서 부채꼴 구조로 넓어진다. 각 코라코이드는 후방으로 확장되어 구멍(코라코이드 포아멘)에 의해 뚫리는 크고 넓은 판으로 보존되어 있다. 정면으로 보면 가슴 거더의 양면이 80도의 각도를 형성했을 것이다. 각 코라코이드의 앞쪽 가장자리를 따라 막대 모양의 쇄골뼈가 존재했고 두 코라코이드 사이에 좁은 T자 모양의 인터클라비클이 놓여 있었다. 가슴 거들 뒤쪽에 타원형 모양의 흉골판이 있을 가능성이 있었다. 이 접시들은 흉골의 뼈대 성분으로 대부분의 파충류에서 완전히 치석이고 새에서는 완전히 뼈대 같은 것이다. 각 상완골(상완 팔뼈, 완전하게 보존되는 전완골의 유일한 부분)은 중간축에서 좁지만 근위부(신체 가까이)와 원위부(신체에서 멀리) 끝이 확장되었다.근위부는 가장 넓은 부분인 반면 원위부는 앞 가장자리를 따라 큰 노치가 있어서 후크 구조를 형성한다. 엑테피콘디라(Ectepicondylar)와 엔테피콘디라 포아미나(Humerus 원위 끝의 2개 구멍)는 모두 완전히 닫혀 있다. 반경과 척골(하부 팔뼈)의 근위부 끝부분도 보존되어 있어 가느다란 뼈임을 알 수 있었다. 대퇴골(근골)은 모든 표본에서 뼈가 불완전하여 자세히 알 수 없지만 오목하고 뼈대가 있는 머리가 있는 직선형이며 봉처럼 생겼다. 경골과 경골(하퇴골)도 길고 곧고 긴밀하게 연결되어 있었다. 전체적으로 뒷다리가 앞다리보다 길었던 것 같았는데 그 때문에 그 동물이 부분적으로 두 다리로 달릴 수 있었을지도 모른다. 타르살(엉덩이뼈)은 보존 상태가 좋지 않지만 칼카네움(헬뼈)에는 석회결절(뼈 옆쪽에 큰 뼈 혹)이 부족한 것 같다. 분류학적으로 본다면 제사이로사우루스(Jesairosaurus)는 알제리 일리지 주로부터 알려진 초기 대퇴종 파충류의 멸종된 속이다. 단일 종인 제사이로사우루스 리마니에서 알려져 있다. 비록 목이 긴 타니스트로피이드의 잠재적인 친척이기는 하지만 이 가벼운 체구의 파충류는 상대적으로 목이 짧고 다양한 두개골 특징들이 특징일 수 있다. 1997년에 잘릴의 설명에서 제사이로사우루스는 두 단계로 이루어진 계통생성학적 분석에서 평가되었다.1단계에서는 다른 파충류뿐만 아니라 많은 프로토사우루스과를 분석하였고 2단계에서는 프롤라케토데스, 트라헬로사우루스, 카디마카라, 말루티누치쿠스 등 4개의 단편적인 세를 생략하였다. 이 두 분석 모두 두개골과 목의 특징으로 인해 제사이로사우루스를 대퇴골 대퇴골형으로서 회복시켰다. 비록 분석의 1단계는 프롤라세르티메테스 내의 구체적인 선형을 결정할 수 없었지만, 2단계는 그룹의 내적 관계를 명확히 했다. 이 2단계에서 제사이로사우루스는 둘 다 얇은 견갑골을 공유하기 때문에 말레리사우루스와 밀접한 관계가 있는 것으로 밝혀졌다. 게다가 이 두 개는 사두골 뼈를 잃었기 때문에 타니스트로피이드와 같은 다른 발달된 프로라세균과 함께 분류되었다. 잘릴의 분석은 그룹 프롤라세르티폼에 대한 지지를 찾아낸 마지막 분석 중 하나였다. 실제로 딜크스(1998)를 시작으로 이어지는 모든 분석은 그것이 다양한 긴 목의 대퇴골형들의 부자연스러운 집단이라는 것을 발견했다. 1998년 이후 대부분의 분석은 타니스트로페우스, 마크로크네무스, 프로토로사우루스 등 프로토로사우루스균을 아르코사우로모르파 기지에 서식하는 그룹에 배치했다.프롤라세르티페르의 이름인 프롤라세르타(Proracerta)는 대공룡류(프로테로수쿠스, 유파르케리아, 악어, 공룡, 기타 파충류 등의 동물을 포함한 선진 대공룡류 집단이다.)에 더 가까운 파생된 위치에 놓였다. 대부분의 고생물학자들이 프로라세르티폼을 버렸을 뿐만 아니라 프로토로사우르시아의 타당성도 문제시되고 있다. 마르틴 에즈쿠라와 같은 일부 고생물학자들은 타니스트로피이드가 프로토로사우루사우루스보다 진보된 아크로모형과 더 밀접하게 관련되어 있으므로 프로토로사우르사우르시아를 초기 아크로모프의 파라피알레틱 등급으로 만든다고 주장해 왔다. 이 해석을 뒷받침한 에스쿠라의 2016년 분석에서도 제사이로사우루스를 다양한 대규모 계통생성 분석에 접목시켰다.진보된 아크로모프나 프로토로사우루스에 더 가까운지에 상관없이 타니스트로피이드에 대한 자매 택슨인 것으로 모두 밝혀졌다. 비록 제사이로사우루스는 긴 목은 말할 것도 없고 타니스트로피드의 구체적인 척추와 골반 특징이 많이 부족했지만 그것은 가족과 많은 다른 특징들을 공유했다. 예를 들어 제사이로사우루스와 타니스트로피이드의 각 프리맥시야는 5개 이상의 이빨을 가지고 있었고 두개골 지붕의 두정골은 궤도까지 앞으로 뻗어 있었다.제사이로사우루스(Jesairosaurus)와 타니스트로피이드(tanystropheids)의 인터클러비클은 프롤라세르타(Proacerta), 태즈매니오사우루스(Tasmaniosaurus), 아르코사우루스(Archosauriformes) 등 쇄골과는 독립적으로 획득한 특징이 있다. 입천장에 있는 프테리고이드 뼈의 옆가지도 이들 파충류에서는 이가 전혀 없다. 마지막으로 그들은 확장된 엔테피콘다일(뒤와 안쪽으로 향하는 상어의 원위부 부분이다.)을 가지고 있다. 대신 데-오일베라 외 연구진(2020)에 의해 수행된 계통생학적 분석은 제사이로사우루스가 타니스트로피이드과에서 완전히 분리된 아르코사우로모르파 기지에서 디노세팔로사우루스와 함께 한 층을 차지하고 있음을 시사한다. 자르자히틴 화석 물질은 1957년부터 알려져 있다. 이 자료의 상당 부분은 1950년대 후반과 1960년대 프랑스 원정에 의해 회수되었고 파리의 국립 박물관 국립 역사학 박물관의 노무자 드 고생톨로지(Palalontologie)에 보관되어 있다. 알제리의 화석은 그 후 몇 년에 걸쳐 이 기관에서 준비되었다. 1971년에 보고된 몇몇 갈비뼈 뼛조각들은 1990년에 "프로토메테우스과"에 속하는 것으로 나중에 결정되었다. 프로토메테우스라는 용어는 이제 크로코다이아니아와 공룡(새 포함)의 먼 친척인 초기 대왕관형의 부자연스러운 다혈질 집단을 가리키는 것으로 간주된다. 이 헤마이트가 투과된 해골들은 마침내 자릴에 의해 1997년에 새로운 속과 종인 제사이로사우루스 레마니 로 설명되고 준비되었다. 일반적인 이름인 제사이로사우루스는 알제리의 아라비아 이름을 참조하여 "Al Jesaire 도마뱀"(제사이로사우루스가 진정한 도마뱀은 아니지만 말이다.)을 의미한다.구체적인 명칭은 J.P.를 칭송한다.알제리의 트라이아기의 척추동물을 처음으로 설명한 리먼이다. 제사이로사우루스 리마니의 홀타입은 ZAR 06으로 관절형 및 3차원 보존 두개골, 가슴대들, 경추(목) 척추뼈, 부분 좌완골(전구뼈)을 포함한 부분 골격이다. 또한 ZAR 07(부분 두개골), ZAR 08(부분 두개골과 후골 골격), ZAR 09(부분 두개골과 후골 골격 2개), ZAR 10-15를 포함한 9개의 파라티프로부터도 알려져 있으며 척추, 가슴, 골반 거들, 심지어 ZAR 15의 부분적 후두엽까지도 알려져 있다. 이 표본들은 초기부터 중간 트라이아스기까지의 애니시안-올레네키아의 단계까지 거슬러 올라가 자르자히틴 시리즈의 하부 사암 밑바닥에서 5n003의 지역인 구르 라우드에서 수집되었다. 먹이로는 당대에 서식했던 작은 동물, 절지동물, 공룡의 알을 주로 잡아먹고 살았을 육식성의 도마뱀으로 추정되는 종이다.

## 생존시기와 서식지와 화석의 발견
제사이로사우루스가 생존했던 시기는 중생대의 트라이아스기 초기로서 지금으로부터 2억 4500만년전~2억 2200만년전에 생존했던 종이다. 생존했던 시기에는 아프리카를 중심으로 하는 산맥의 열대우림에서 주로 서식했었던 도마뱀이다. 화석의 발견은 1997년에 아프리카의 트라이아스기에 형성된 지층에서 아프리카와 유럽의 고생물학자들에 의하여 최초로 발굴되어 새롭게 명명된 종이다.

## 같이 보기
- 파충류
- 중생대
- 트라이아스기
- 도마뱀
- 화석